# Cyrtocarenum
Genre
Cyrtocarenum est un genre d'araignées mygalomorphes de la famille des Ctenizidae.

## Distribution
Les espèces de ce genre se rencontrent en Turquie et en Grèce.

## Liste des espèces
Selon World Spider Catalog (version 26, 09/04/2025) :
- Cyrtocarenum cunicularium (Olivier, 1811)
- Cyrtocarenum erlik Kunt & Yağmur, 2025
- Cyrtocarenum grajum (C. L. Koch, 1836)

## Systématique et taxinomie
Ce genre a été décrit par Ausserer en 1871 dans les Theraphosidae.

## Publication originale
- Ausserer, 1871 : « Beiträge zur Kenntniss der Arachniden-Familie der Territelariae Thorell (Mygalidae Autor). » Verhandllungen der Kaiserlich-Kongiglichen Zoologish-Botanischen Gesellschaft in Wien, vol. 21, p. 117-224 (texte intégral).